# Bartyzana
Bartyzana – niewielka kolista, wieloboczna lub czworoboczna wieżyczka nadbudowana na koronę muru obronnego, zazwyczaj nadwieszona, pełniąca funkcje strażniczą i strzelecką. W fortyfikacjach nowożytnych przekształcona w kawalierę. Bartyzany wyposażone były z reguły w strzelnice, czasem też machikuły. Wykorzystywano je zwłaszcza na długich odcinkach murów, nie chronionych przez baszty.

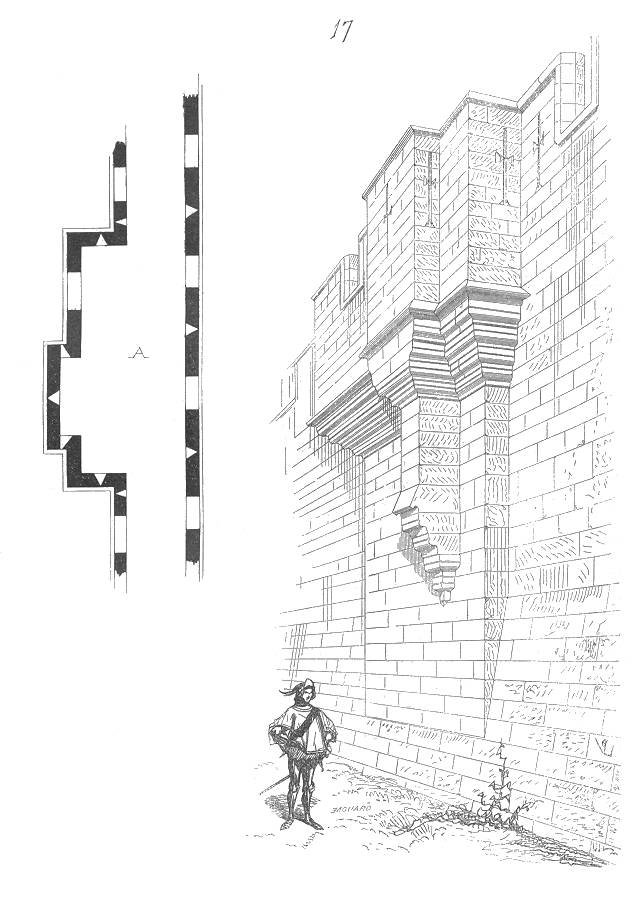
Czworokątna, niezadaszona bartyzana
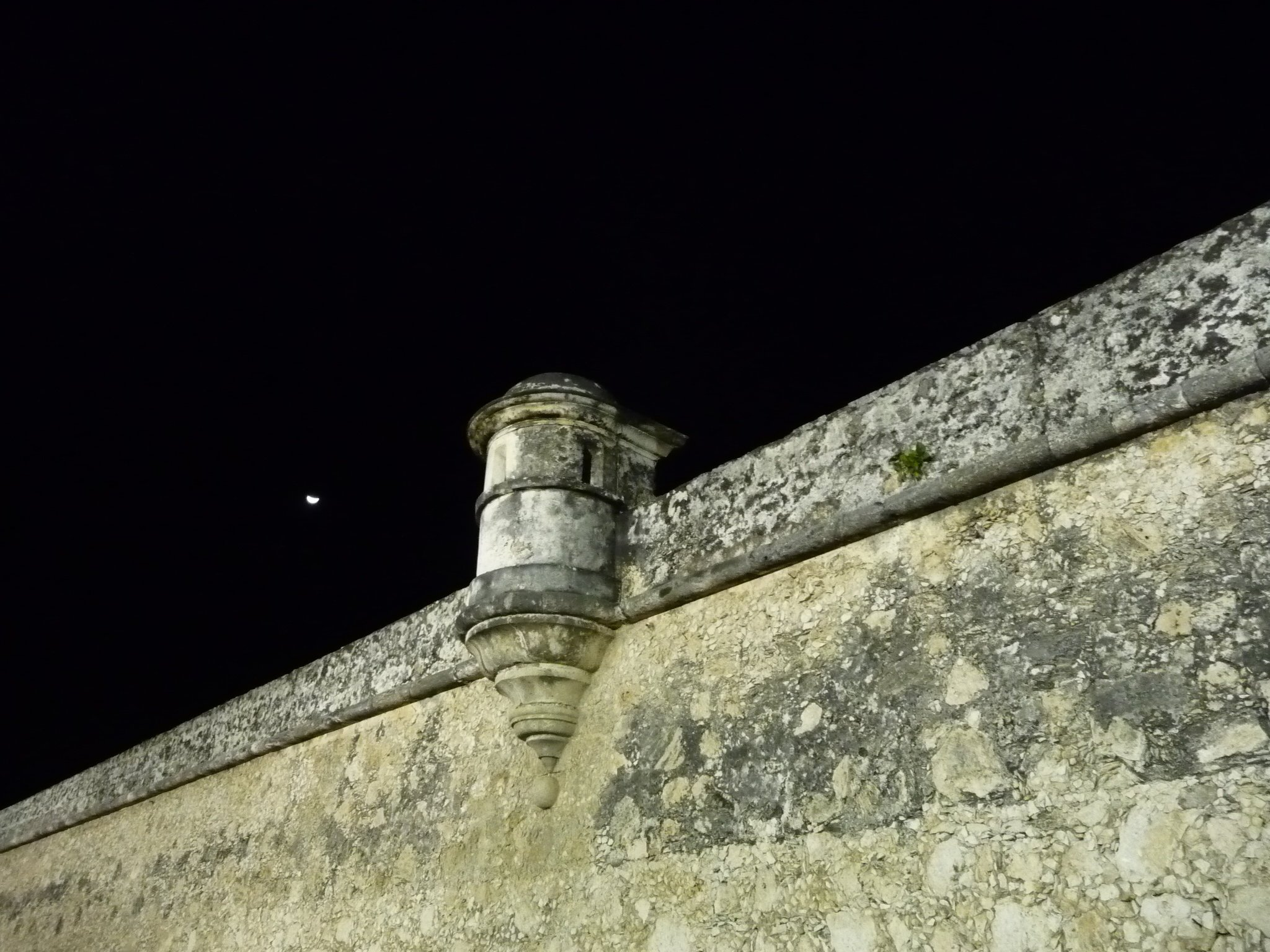
Półokrągła zadaszona bartyzana, widok z zewnątrz
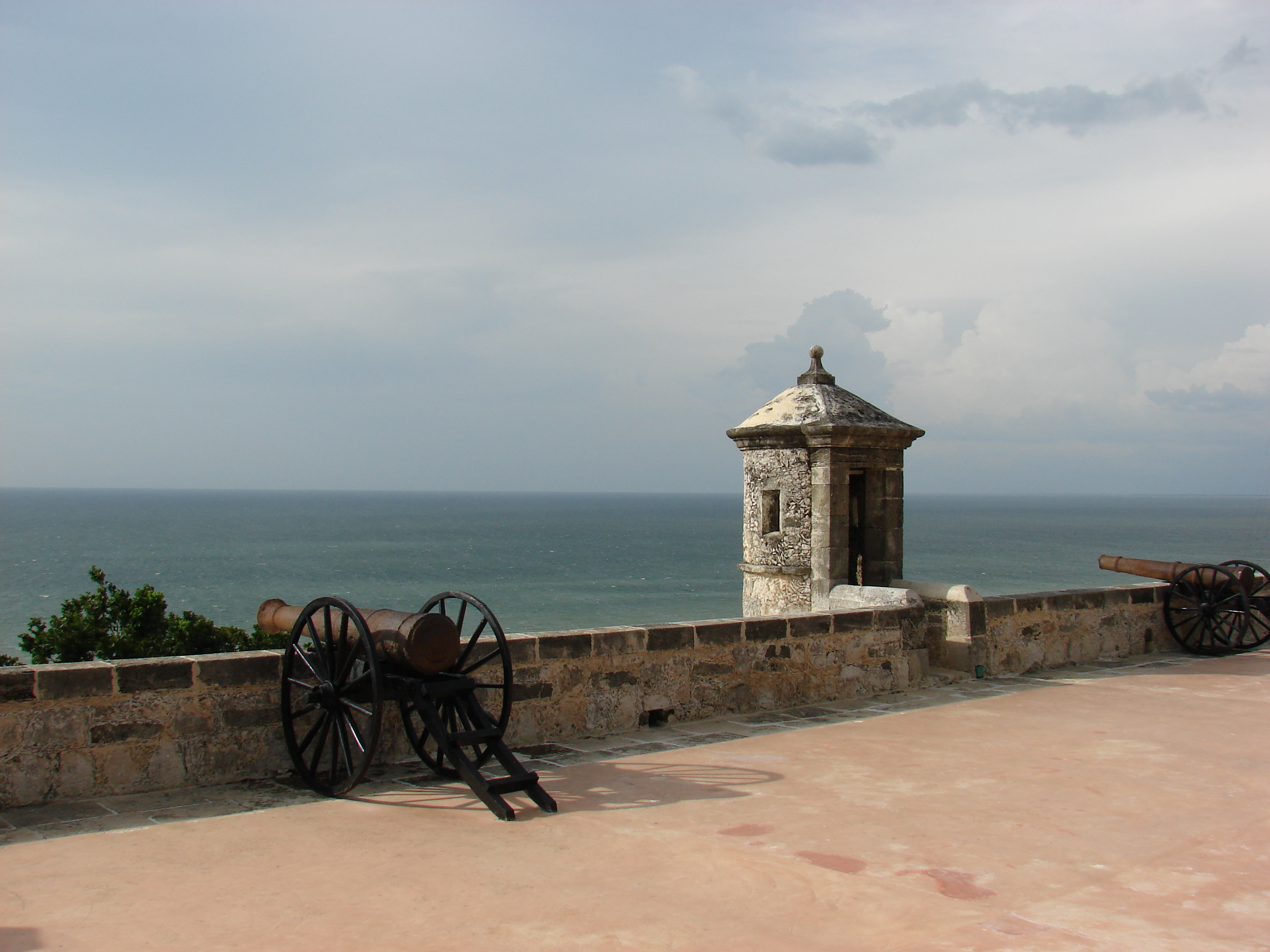
Zadaszona bartyzana, widok z wewnątrz